# Dragoslav Šekularac

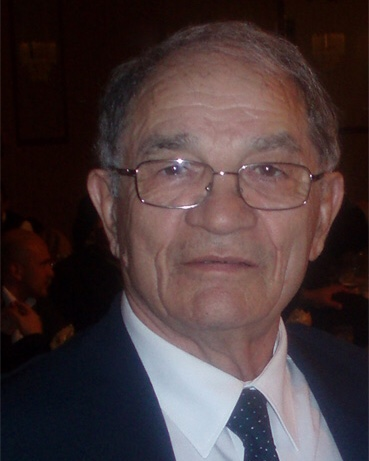
Dragoslav Šekularac

Dragoslav Šekularac, född 30 november 1937 i Štip, död 5 januari 2019 i Belgrad, var en jugoslavisk fotbollsspelare.
Han blev olympisk silvermedaljör i fotboll vid sommarspelen 1956 i Melbourne.